# 11793 Chujkovia
11793 Chujkovia (1978 TH7) là một tiểu hành tinh vành đai chính được phát hiện ngày 2 tháng 10 năm 1978 bởi L. V. Zhuravleva ở Đài vật lý thiên văn Crimean.